# Église Saint-Nicolas de Novi Sad
Pour les articles homonymes, voir Église Saint-Nicolas.
L'église Saint-Nicolas de Novi Sad (en serbe cyrillique : Николајевска црква у Новом Саду ; en serbe latin : Nikolajevska crkva u Novom Sadu) est une église orthodoxe située à Novi Sad, la capitale de la province autonome de Voïvodine, en Serbie. Elle est dédiée à la Translation des reliques de Saint Nicolas. L'église, dont l'origine remonte au XVIIIe siècle, est classée sur la liste des monuments culturels de grande importance de la république de Serbie (n° d'identifiant SK 1109).
L'église est située  dans la municipalité urbaine de Stari grad.

## Histoire

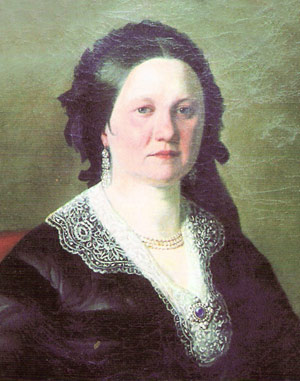
Portrait de Marija Trandafil

L'église Saint-Nicolas, est mentionnée pour la première fois en 1730, année de sa consécration, ce qui en fait l'édifice religieux le plus ancien de l'actuelle ville de Novi Sad ; ses fondateurs étaient les frères Nedeljko et Stojić Bogdanović, de riches marchands de Petrovaradinski Šanac (l'ancien nom de Novi Sad) originaires de Slavonie qui voulaient en faire leur tombeau familial,,.
En 1849, au moment de la révolution hongroise de 1848-1849, l'église, comme beaucoup d'autres bâtiments de Novi Sad, fut gravement endommagée par le bombardement venu de la forteresse de Petrovaradin. Jovan et Marija Trandafil (1816-1883), parfois surnommée « le plus grand bienfaiteur serbe »[réf. nécessaire], financèrent sa rénovation qui eut lieu en 1861–1862, ; c'est de cette période que datent les fresques et l'iconostase de l'église. 
Sur le mur extérieur de l'église se trouve la première inscription faisant figurer le nom de Novi Sad en serbe.
Marija et Jovan Trandafil, ainsi que leurs enfants Kosta et Sofija sont enterrés dans l'église. En 1913 y furent baptisés les fils d'Albert Einstein et de sa première femme Mileva Marić-Einstein,.

## Architecture

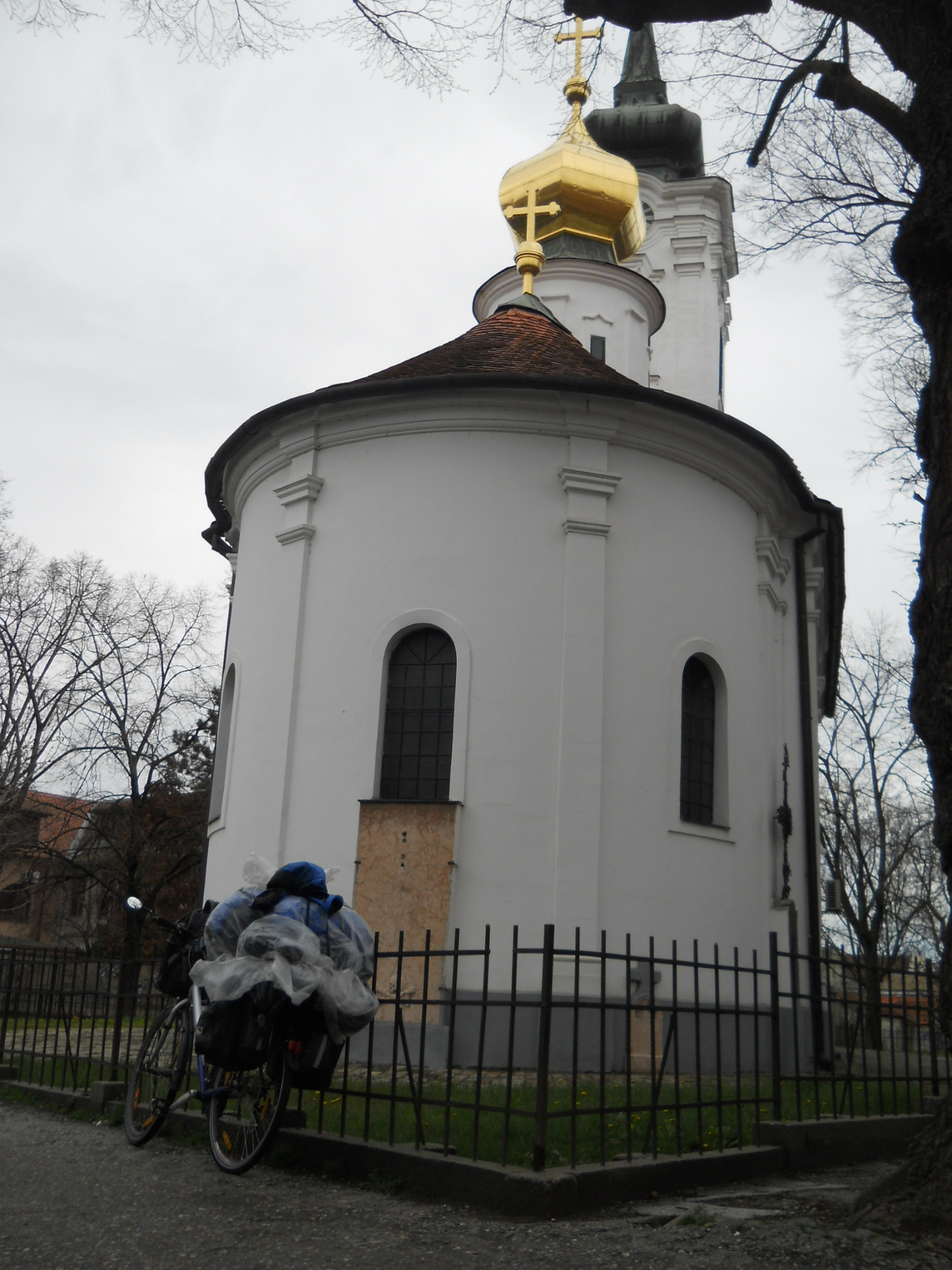
Le chevet de l'église

L'église Saint-Nicolas est caractéristique de l'architecture baroque. De dimension modeste, elle est constituée d'une nef unique prolongée par une abside demi-circulaire légèrement plus étroite que la nef. Le clocher, massif, domine la façade occidentale ; une petite coupole à fonction décorative surmonte la nef. La façade est également rythmée verticalement par des pilastres peu profonds et horizontalement par des corniches profilées.

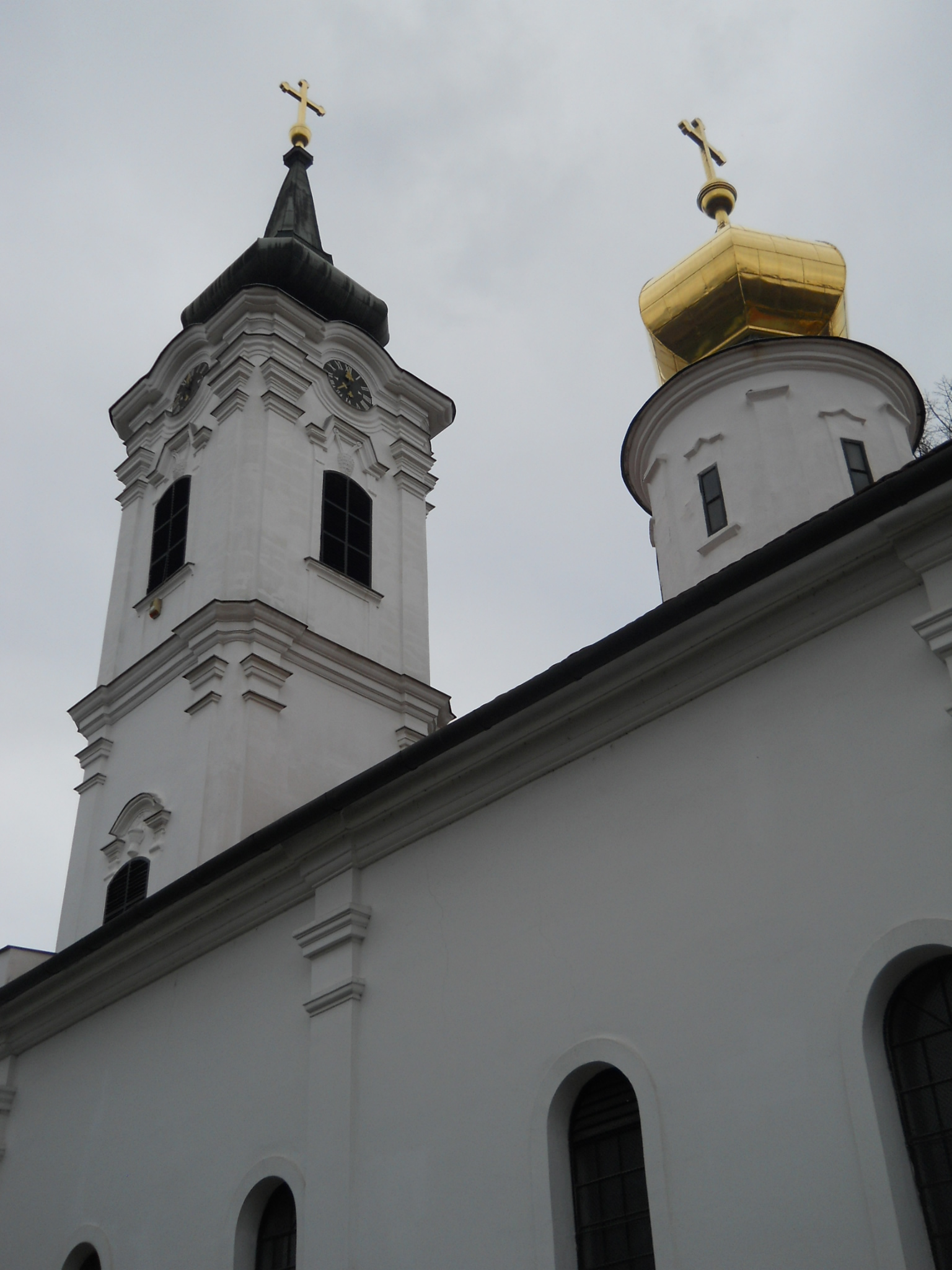
Autre vue de l'église

## Fresques
À l'intérieur de l'édifice, les fresques ont été réalisées par Dimitrije Petrović Kerefeka, Nikola Dimšić et Živko Petrović. Des travaux de restauration réalisés en 1959 ont permis de mettre au jour des fresques attribuées à Nikola Dimšić. Les peintures de l'iconostase sont l'œuvre de Pavle Simić.